# Hieracium kandawanicum
Hieracium kandawanicum es una especie de planta con flor del género Hieracium, de la familia Asteraceae, orden Asterales.

## Distribución
Hieracium kandawanicum se distribuye por Irán.

## Taxonomía
Fue descrita científicamente por (Rech. fil. & Zahn) Rech. fil.
Tratamiento taxonómico
La especie aparece registrada en una sección de la publicación Fl. Iranica.